# Dolomedes palmatus
Espèce
Dolomedes palmatus est une espèce d'araignées aranéomorphes de la famille des Dolomedidae.

## Distribution
Cette espèce est endémique de Hainan en Chine,.

## Description
La femelle holotype mesure 18,36 mm, les mâles mesurent de 12,11 à 13,73 mm et les femelles de 13,50 à 22,50 mm.

## Systématique et taxinomie
Cette espèce a été décrite par Zhang, Zhu et Song en 2005.

## Publication originale
- Zhang, Zhu & Song, 2005 : « A new species of the genus Dolomedes from China (Araneae: Pisauridae). » Acta Arachnologica Sinica, vol. 14, p. 7-9.